# 郑漯高速公路
郑漯高速公路是一条连接河南省郑州市、许昌市和漯河市的高速公路，为最初设计为双向四车道，2010年11月1日提升至双向八车道。郑漯高速公路全长119.638公里，是京港澳高速公路的重要组成部分。该高速在河南省境内较为繁忙。